# Bracon nigronotatus
Bracon nigronotatus är en stekelart som beskrevs av Gaspard Auguste Brullé 1846. Bracon nigronotatus ingår i släktet Bracon och familjen bracksteklar. Inga underarter finns listade.